# 雷雪芹
雷雪芹（1962年—），河南洛宁人，汉族，中华人民共和国政治人物、第十二届全国人民代表大会河南地区代表。
毕业于西北农林科技大学动物遗传育种与生物技术专业。加入中国农工民主党。2013年，担任全国人大代表。